# Сапропеліто-гуміти
Сапропеліто-гуміти (рос. сапропелито-гумиты, англ. sapropelit-humites, нім. Sapropelit-Humite  m pl - (Гінзбурґ, 1962) клас викопного вугілля, у складі якого переважають геліфіковані мікрокомпоненти. Містить до 25% водоростевого матеріалу. Серед них розрізняють кеннелі і кас'яніти. Напівблискучі або напівматові, чорні, рідше сірувато-чорні. Риса чорна з коричневим відливом. Злом опукло-гладенький. За хім. складом і фіз. Властивостями наближаються до вугілля класів гелітолітів і ліптобіолітів. Густина бл. 1,3. Вихід летких речовин – до 55%. У буровугільній стадії вуглефікації часто мають великий вміст гумінових кислот. Менш міцні, ніж сапропеліти. 